# Rdeči veliki kenguru
Rdeči veliki kenguru (znanstveno ime Macropus rufus) je vrsta kenguruja. Ime je dobil po barvi kožuha samcev, saj je to edini kenguru, ki ima kožuh rdečkaste barve. Samice in mladiči imajo kožuh modrosive barve. Živi samo v Avstraliji.
Čeprav je največji od vseh vrečarjev, se prehranjuje samo s travo in vejicami grmovja. Stoječi samec rdečega velikega kenguruja je velik kot odrasel človek. Rdeči veliki kenguruji imajo le malo naravnih sovražnikov. Samci so težki do 90 kg, samice približno 30 kg. To vrsto kengurujev je odkril kapitan James Cook leta 1770 na obalah Novega Južnega Walesa.